# Хусейн-хан I Шамлы
Хусейн-хан Шамлы (азерб. Hüseyn xan Şamlı; 1534, Герат, Гератское бейлярбейство, Сефевидское государство) — военный и политический деятель Сефевидского государства, эмир аль-умара, губернатор Герата и Чухурсаада. Брат полководца Дурмуш-хана Шамлы.

## Биография
Хусейн-хан был сыном Абди-бека Шамлы, а его мать была сестрой шаха Исмаила I. Кроме того, Хусейн-хан был братом Дурмуш-хана Шамлы, видного члена ближайшего сефевидского окружения и могущественного эмира. После его смерти в 1525 году эмиры и вельможи (аян) Герата избрали Хусейна в качестве преемника без какого-либо подтверждения со стороны двора в Тебризе. Начиная с этого момента его титул «мирза» — эксклюзивное, зарезервированное за сефевидскими принцами обращение – был заменен на «хан». Главный министр Дурмуш-хана, Ходжа Хабибулла, ограничился всего лишь отправкой миссии ко двору шаха Тахмасиба с извещением о произошедшем. Однако три года спустя в битве при Джаме против узбеков, в которой сефевидские войска были близки к уничтожению, Хусейн-хан по-настоящему заслужил пост, который был унаследован им благодаря кровным узам. В день того кровавого побоища он продемонстрировал исключительную доблесть, в то время как многие из высокопоставленных эмиров сбежали с поля боя. Тахмасиб присутствовал на поле боя и убедился в верности Хусейн-хана. Вскоре после этой с трудом добытой победы Тахмасп одобрил его назначение на пост губернатора Герата. Эта должность также несла с собой крайне желанный и политически влиятельный титул опекуна (лала) сефевидского принца, шахского брата Сам Мирзы. Позднее Сам Мирза женился на дочери Хусейн-хана. 

Эмир аль-умара Хусейн-хан Шамлы был самым могущественным человеком в стране после шаха. Его могущество могло бы быть ещё больше, если бы он сохранил верность своему покровителю. Амбиции Хусейн-хана, который пользовался родственными узами с шахским домом и своим положением главы могущественного племени шамлы, не имели границ. Безжалостный и неукротимый, в 1530 году он хитроумно переиграл и убил своего соперника Чуха султана Текели в столкновении при шахском лагере в ходе гражданской войны. Вскоре после этого он стал лалой наследника престола, султана Мухаммеда Мирзы, и, таким образом, укрепил свое положение самого могущественного кызылбашского эмира во главе сефевидской военной аристократии. Однако и этого оказалось недостаточно. Один из летописцев, Хасан-бек Румлу, пишет о том, о чём другие не решились: в то время как несколько его коллег подтверждают сообщения о том, что Хусейн-хан стоял за заговором по отравлению юного шаха, только он открыто заявляет, что Хусейн-хан вынашивал более грандиозные планы. Он пишет: 
«По причине дьявольского искушения и соблазнения своего самолюбия он приложил максимум усилий для того, чтобы произвести изменения в государстве и соблазнить людей на воцарение Сам Мирзы, не ведая о том, что лунный свет не исчезает из-за криков празднословов и лучи солнца не рассеиваются с помощью колдунов».
Несмотря на то, что Хусейн-хан был вовлечён в этот заговор по свержению шаха и воцарению на троне своего зятя, в тот период он был слишком могущественным, чтобы быть обвинённым в государственной измене. Однако на этот раз его намерение перейти на сторону более могущественного покровителя, османского султана Сулеймана, дало Тахмасибу и его ближайшему окружению достаточно оснований для того, чтобы свергнуть его. 

Поздней осенью 1534 года обессиленные сефевидские войска добрались до равнин в окрестностях Казвина на западе для встречи с наступающими османскими армиями, ведомыми возможно самым могущественным османским императором, Сулейманом. Они лихорадочно преодолели в спешке огромное расстояние из своих походов в Хорасане против узбеков. По пути многие отряды кызылбашей покинули Тахмасиба, и в воздухе витали слухи о дезертирстве еще большего числа. Положение оставшихся сефевидских войск, утомлённых месяцами упорных сражений, испытывавших недостаток в снабжении и здоровых конях и сильно уступавших в численности, казалось мрачным, и они не особо надеялись на победу над сильным противником. Два видных кызылбашских эмира, Мухаммед султан Зулькадар (губернатор Тарама и Халхала, и Хусейн султан Текели, сын знаменитого Бурун-султана (губернатора Мешхеда), перебежали в османский лагерь. Тахмасиб вспоминает об этом мрачном периоде в своих мемуарах и описывает, как он ощущал противоположность ожидаемому от своих полководцев ихласу: 
«Мы поспешно выдвинулись из Герата, все наши кони ослабели, и в среде наших войск была группа таких личностей, как Хусейн-хан, Гази-хан и Малик-бек Хойи и их люди, которые были друзьями на словах, но врагами в душе, постоянно ожидавшими бедствий во всех наших усилиях. В это время я стал усердно молиться; положившись на Всевышнего, я вручил Ему судьбу веры и государства (дин ва давлат)…».
В этот тёмный час до него дошла весть о том, что Хусейн-хан, вместе с Гази-ханом Текели (бывшим опекуном Сам Мирзы), Малик-беком Хойи (губернатором Хоя в 1528—1535 годах) и (только что бежавшим из лагеря) Мухаммед султаном Зулькадаром поклялся (суганд) дезертировать на сторону Османов. Это было предательством высшего уровня. Тахмасиб посоветовался со своими приближёнными о дальнейшем плане действий. Бросать вызов Хусейн-хану было крайне рискованно. При нанесении ему малейшей обиды они оказались бы перед угрозой мятежа членов могущественного племени шамлы в тот момент, когда недостаток войск предоставлял собой существенную проблему. Хусейн-хан прекрасно осознавал свою силу, и на следующий день, когда его вызвал Тахмасиб, он явился со своими людьми без малейшего опасения. В шахском шатре его поджидали один из мугаррабов шаха, глава преторианской гвардии Севиндик-бек Афшар, и Алкас Мирза. Неизвестно, какой разговор состоялся между ними, но концовка оказалась не в пользу Хусейн-хана. Немного спустя Севиндик-бек вонзил в него свой кинжал, а Алкас Мирза зарубил его мечом. Несколько мгновений спустя они выкинули его отрезанную голову наружу, в лагерь, словно он ничего и не значил – предав его несомненно позорной смерти незнатного перебежчика. Его войско вскоре было переведено под командование принца Бахрама, и информатор Хасан-ага, который был близким человеком Хусейн-хана, был возвышен до должности главного советника принца (вакиля). Со стороны войска шамлы не произошло никакого мятежа после обезглавливания их вождя. Тахмасиб поставил на кон очень многое и выиграл. Видя, что случилось с его единомышленником, Гази-хан Текели вскоре после этого под покровом темноты бежал из лагеря вместе с Вейс-беком и Джафар-беком (кузенами Мухаммед-хана Шарафаддин-оглы Текели, губернатора Багдада).
Хусейн-хан Шамлы был главным сефевидским военачальником и приходился кузеном самому шаху, в случае успеха его дезертирство могло бы очень дорого обойтись Сефевидам. Оно подало бы сигнал офицерскому корпусу о том, что судьба юного шаха и династии Сефевидов предрешена, и оказало бы эффект домино на и без того деморализованные и ослабленные племенные войска. С другой стороны, обстоятельства его смерти продемонстрировали всем, что отныне Тахмасиб обладал достаточной властью для подобного решительного шага и повелевал могущественными, полностью поддерживавшими его личностями среди элиты. Казнь Хусейн-хана представляла собой поворотный момент, и, без сомнения, важный шаг в направлении восстановления шахской власти. Она также положила конец жестокой фракционности, расколовшей элиту, которую Хусейн-хан обострил своим безрассудным непотизмом и политическими амбициями в очень опасный период. Начало гражданской войны после смерти шаха Исмаила сильно напрягло узы верности между династией Сефевидов и кызылбашской элитой и было главной причиной утраты власти Тахмаспом. Начиная с этого периода Тахмасп — которому было двадцать лет — начал возвышаться в качестве правителя, способного положить конец гражданской войне и повторно объединить кызылбашских вождей.